# Burgsuchung
Eine Burgsuchung ist ein historischer Begriff für eine Gebietseinheit rund um eine Burg. Das Wort leitet sich vom niederdeutschen borchsukunge ab und wurde in den vom Deutschritterorden und Schwertbrüderorden eroberten baltischen Gebieten der Prussen, Kuren und anderer westbaltischer Stämme verwendet.